# 렘팰래

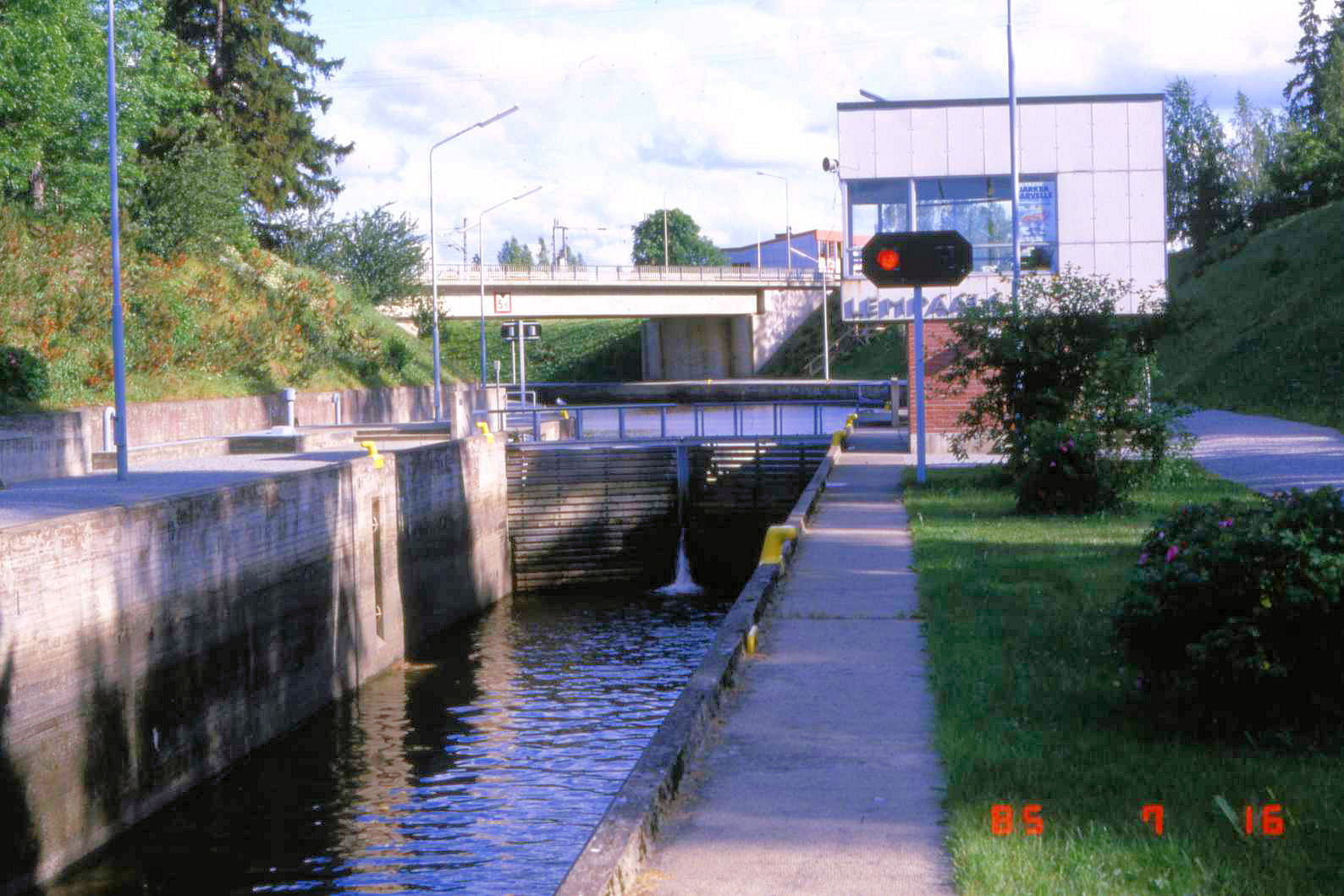
렘팰래

렘팰래의 위치

렘팰래(핀란드어: Lempäälä, 스웨덴어: Lembois 렘보이스[*])는 핀란드 피르칸마 지역에 위치한 도시로 면적은 269.54km2, 인구는 22,560명(2016년 3월 31일 기준), 인구 밀도는 83.69명/km2이다.

시 문장

## 자매 도시
- 덴마크 케르테미네 시
- 스웨덴 울리세함 시
- 노르웨이 외브레에이케르
- 헝가리 터폴처

## 같이 보기
- 노키아 (핀란드)
- 피르칼라